# 整环
整环（Integral domain），又譯作整域，是抽象代數中的一个概念，指含乘法单位元的无零因子的交换环。一般假设环中乘法单位元1不等于加法单位元0，以除去平凡的环{\displaystyle \{0\}}。整环是整数环的抽象化，它很好地继承了整数环的整除性质，使得我们能够更好地研究整除理论。
整环也可以定义为理想{\displaystyle \{0\}}是素理想的交换环，或交换的无零因子环。

## 形式定义
设{\displaystyle \left({\mathcal {R}},+,\times \right)}是一个交换环，存在{\displaystyle e\in {\mathcal {R}}}，{\displaystyle e\neq 0}（0为加法单位元），使得
{\displaystyle \forall a\in {\mathcal {R}},a\times e=e\times a=a,}（存在乘法单位元）
并且对任意的{\displaystyle a,b\in {\mathcal {R}}}，如果{\displaystyle a\times b=0}，那么或者{\displaystyle a=0}，或者{\displaystyle b=0}。用数学方式表示为：
{\displaystyle \forall (a,b)\in {\mathcal {R}}^{2},\ a\times b=0\quad \Rightarrow \quad (a=0\;\;\lor \;\;b=0).}（没有零因子）
就称其为整环:19。
定义中的无零因子性质也可以用环中乘法的消去律替代：如果{\displaystyle a\times c=b\times c}，并且{\displaystyle c\neq 0}，那么{\displaystyle a=b}:119。用数学方法表示就是：
{\displaystyle \forall (a,b,c)\in {\mathcal {R}}^{3},\ (a\times c=b\times c\;\;\land \;\;c\neq 0)\quad \Rightarrow \quad a=b.}

## 例子
- 整环的代表性例子是整数环{\displaystyle \mathbb {Z} }。{\displaystyle (\mathbb {Z} ,+,\times )}是一个交换环，并且乘法单位元1不等于加法单位0。最后，两个整数相乘等于0，则必然有其中一个等于0。
- 多项式环是整环当且仅当其系数构成整环。比如整系数一元多项式环{\displaystyle \mathbb {Z} [X]}和实系数二元多项式环{\displaystyle \mathbb {R} [X,Y]}。
- 每个域都是整环[2]:122。相对的，每个阿廷整环都是域。特别地，每个有限的整环都是有限域。整数环{\displaystyle \mathbb {Z} }就是一个非阿廷整环不是域的例子，因为它有无穷递降的理想列：

{\displaystyle \mathbb {Z} \;\supset \;2\mathbb {Z} \;\supset \;\ldots \;\supset \;2^{n}\mathbb {Z} \;\supset \;2^{n+1}\mathbb {Z} \;\supset \;\cdots }
- 对每个整数{\displaystyle n>0}，{\displaystyle \mathbb {Z} +{\sqrt {n}}\mathbb {Z} }是实数域{\displaystyle \mathbb {R} }的子环，因此是整环。{\displaystyle \mathbb {Z} +i{\sqrt {n}}\mathbb {Z} }是复数域{\displaystyle \mathbb {C} }的子环，因此是整环。当{\displaystyle n=1}时，后者被称为高斯整数环。
- 若{\displaystyle {\mathcal {R}}}是一个交换环，{\displaystyle P}是{\displaystyle {\mathcal {R}}}的一个理想，那么商环{\displaystyle ^{\mathcal {R}}/_{P}}是整环当且仅当P是素理想。由此可推出{\displaystyle {\mathcal {R}}}是整环当且仅当{\displaystyle \{0\}=^{\mathcal {R}}/_{\mathcal {R}}}是素理想。

## 整除、素元、既约元
在整环上可以定义类似于整数环里的整除性质。
a与b是R中的两个元素，定义a整除b或a是b的约数或b是a的倍数，当且仅当存在R中的一个元素x使得ax = b。
整除关系满足传递性，即a整除b，b整除c推出a整除c。a整除b，则a整除b的所有倍数。a的两个倍数的和与差仍是a的倍数。
1的约数称为R的可逆元。可逆元整除所有元素。
若a整除b并且b整除a，则称a与b相伴。a与b相伴当且仅当存在可逆元u使得au = b。
非可逆元q称为既约元，如果q不能写成两个非可逆元的乘积。 
如果p不是零元或可逆元，且对任意a，b，如果p整除ab可推出p整除a或p整除b，则称p为素元。
这两个定义是整数环中素数的推广。如果p是素元，那么p生成的主理想是素理想。每个素元都是既约元，但反过来则只有当R是唯一分解环才正确。